# Couro (cor)
Couro é uma cor pálida amarelo-acastanhada. 

## Couro na cultura humana
Heráldica
- O Instituto de Heráldica do Exército dos Estados Unidos incluíu couro como um esmalte (especificamente como um metal) em alguns dos seus brasões de armas. Isto deve-se à tradicional cor de uma unidade de apoio militar do exército dos Estados Unidos.

Vexilologia
- As bandeiras do Delaware e de Nova Jersey contêm a cor couro.

Militar
- A cor couro tem pontencial de camuflagem no meio ambiente, principalmente em desertos onde se confunde com a areia e o solo. O Exército Continental Americano usava uniformes azuis e couro.